# Api bord
L'api bord, api de muntanya o julivert bord  (Levisticum officinale) és una planta amb flor de la família de les apiàcies.
Com a planta cultivada, igual que la borratja pot servir per a protegir les plantes veïnes contra els atacs de les plagues. És una planta comestible que es pot fer servir com a espècia. L'arrel conté un oli volàtil de propietats aquarètiques. Com a planta medicinal es pot aplicar sobre ferides com a antisèptic. També es pot utilitzar per a preparar begudes per a estimular la digestió.